# Särkinen (sjö i Suonenjoki, Norra Savolax)
Särkinen är en sjö i kommunen Suonenjoki i landskapet Norra Savolax i Finland. Den är 8,2 meter djup. Arean är 37 hektar och strandlinjen är 2,75 kilometer lång. Sjön  ingår i Vuoksens huvudavrinningsområde.   Den ligger omkring 30 kilometer sydväst om Kuopio och omkring 310 kilometer norr om Helsingfors. 
Särkinen ligger nordöst om Heinänen. 